# Hadena syriaca
Hadena syriaca är en fjärilsart som beskrevs av Ludwig Osthelder 1933. Hadena syriaca ingår i släktet Hadena och familjen nattflyn. Inga underarter finns listade i Catalogue of Life.